# 板東依彦
板東 依彦（ばんどう よりひこ、1908年12月10日 - 1987年10月6日）は、日本の経営者。関西ペイント社長を務めた。

## 来歴・人物
徳島県出身。1931年に東京帝国大学工学部応用化学科を卒業し、同年に関西ペイントに入社。1958年11月に取締役に就任し、常務、専務、副社長を経て、1972年5月に社長に就任。1978年5月には取締役相談役に就任し、同年6月から相談役に専任。
1973年11月に藍綬褒章を受章し、1980年11月に勲三等瑞宝章を受章。
1987年10月6日に脳梗塞のために死去。78歳没。